# Art Gallery of Ontario
L'Art Gallery of Ontario, o galleria d'arte dell'Ontario, è un museo di arte antica, moderna e contemporanea con sede in Dundas Street West 317, a Toronto, nell'Ontario in Canada.
La galleria espone opere di: Jean Arp, Edgar Degas, Max Ernst, Fernand Léger, Henri Matisse, Joan Miró, René Magritte, Claude Monet, Pablo Picasso, Camille Pissarro, Jackson Pollock, Alfred Sisley, Paul Klee, Andy Warhol, ecc.

## La storia
Questa galleria venne fondata nel 1900, con la denominazione di Art Museum of Toronto. Inizialmente sito in un edificio denominato "The Grange", venne poi ampliato una prima volta nel 1974 con la costruzione di nuove aree in un edificio adiacente; è stato poi ristrutturato ed ulteriormente ampliato nel 2008 grazie al progetto dell'architetto Frank Gehry.
Nella collezione molte sono le opere di Tom Thomson e del Group of Seven.
Su donazione dello scultore inglese Henry Moore la collezione si è arricchita di molte sue opere.